# Rancho Murieta
Rancho Murieta é uma Região censo-designada localizada no estado americano da Califórnia, no Condado de Sacramento.

## Demografia
Segundo o censo americano de 2000, a sua população era de 4193 habitantes.

## Geografia
De acordo com o United States Census Bureau tem uma área de 30,9 km², dos quais 30,8 km² cobertos por terra e 0,1 km² cobertos por água.

## Localidades na vizinhança
O diagrama seguinte representa as localidades num raio de 24 km ao redor de Rancho Murieta.